# NGC 6646
إن جي سي 6646 التي يرمز لها بالرمز NGC 6646، هي مجرة، في كوكبة القيثارة.

## الاكتشاف
اكتشفت في 26 يونيو 1802، بواسطة ويليام هيرشل.

## روابط خارجية
- NGC 6646 على موقع ويكي سكاي: DSS2, SDSS, GALEX, IRAS, Hydrogen α, X-Ray, Astrophoto, Sky Map, Articles and images